# Haskó László (katolikus pap)
Haskó László, vezetékneve olykor Hasskó formában is (Nyitra, 1778. április 27. – Korpona, 1844. november 16.) piarista áldozópap és tanár.

## Élete
1800. szeptember 28-án lépett a rendbe Privigyén, 1802. július 1-jén egyszerű fogadalmat tett. Tanított 1801-02-ben Privigyén és Kőszegen, 1802-ben Besztercebányán. 1803-4-ben teológus volt Nyitrán, 1805-ben az újoncnövendékek másodmestere Privigyén; gimnáziumi tanár volt 1806-8-ban Podolinban, 1809-11-ben Kisszebenben, 1812-ben Nagykárolyban, 1813-tól 1818-ig Nyitrán, 1819-től 1826-ig a növendékpapok másodmestere Trencsénben; tanár 1827-29-ben Vácott, 1830-32-ben rektor és gimnáziumi igazgató Privigyén, 1833-ban vicerektor Korponán, 1834-37-ben Léván, 1838-tól 1844-ig spirituális Korponán, 1844-ben bekövetkezett haláláig.

## Művei
- Carmen meritis, et honoribus cels. dni s. r. i. principis Innocentii ab Odescalchi, Syrmii, Bracciani, ac ceritum ducis, comitis de Rocconfredo... dum onomasticum diem suum 28. Julii celebraret, debita cum venerantia oblatum a D. 1822. Tyrnaviae
- Carmen, quo adm. rev. dnum Stephanum Haskó emeritum parochum Mocsonokiensem, dum sacrum presbiteratus sui jubilaeum recoleret, celebravit. Trenchinii, 1824